# هالستر (کارولینای شمالی)
هالستر (به انگلیسی: Hollister) یک محدوده ثبت‌نشده در ایالات متحده آمریکا است که در شهرستان هالیفاکس، ایالت کارولینای شمالی است جمعیت آن در سرشماری سال ۲۰۱۰ میلادی، ۶۷۴ نفر بوده‌است.